# Chinadorai Deshmutu
Chinadorai Deshmutu (anglès: Chinnadorai Desamuthu)  (Bangalore, 26 d'octubre de 1932 - Abans de 2017) va ser un jugador d'hoquei sobre herba indi que va competir durant la dècada de 1950.
El 1952 va prendre part en els Jocs Olímpics de Hèlsinki, on guanyà la medalla d'or en la competició d'hoquei sobre herba.